# Nesticus silvestrii
Nesticus silvestrii är en spindelart som beskrevs av Fage 1929. Nesticus silvestrii ingår i släktet Nesticus och familjen grottspindlar. Inga underarter finns listade i Catalogue of Life.